# Kordegn
Kordegn er en ansat ved kirken. Kordegnens funktion er civilregistrering og kirkebogsførelse, noget som i dag foregår elektronisk på computer (traditionel kirkebogsførelse bortfaldt i 2003). Derudover kan kordegnen varetage sognets regnskab og fungere som sekretær for menighedsrådet samt bemande sognets kirkekontor i åbningstiden. Kordegnen kan desuden deltage i gudstjenesten, hvor han eller hun oplæser indgangsbøn, udgangsbøn og ifører præsten messehagel. Der er kun ansat kordegn ved større kirker eller kontorfællesskaber. I mindre kirker varetages de kontormæssige funktioner af præsten og de kirkelige funktioner af kirketjeneren eller graveren, der begge er uddannet i varetagelse af de kirkelige funktioner. 
Jobbet som kordegn kræver ingen forudgående uddannelse, dog skal kordegnen gennemgå et AMU-kursus indenfor 2 år efter ansættelsen. Indtil 2004 foregik kordegneuddannelsen i 5 moduler af en uges varighed med indlagt hjemmearbejde. Denne uddannelse strakte sig over et lille halvt års tid med tre uger i Løgumkloster og to uger i Slagelse (de fleste deltagere i den tidligere kordegneuddannelse havde inden da gennemført uddannelsen som kordegnevikar).
De fleste kordegne er organiseret i Danmarks Kordegneforening.